# Might & Magic: Duel of Champions
Might and Magic: Duel of Champions (с англ. — «Меч и Магия: Дуэль Чемпионов») — коллекционная карточная онлайн-игра от компании Ubisoft во вселенной Might & Magic с моделью распространения free-to-play, релиз которой состоялся 19 декабря 2012 года на PC. 23 июля 2014 года вышли версии на Xbox 360 и PlayStation 3. 31 октября 2016 года игра была закрыта. В январе 2019 года фанатами игры был создан частный сервер игры для всех желающих, формат игры не изменился и все ещё остаётся free to play. При этом всем игрокам стали доступны абсолютно все карты (всего их в игре 996).

## История
Игра была анонсирована компанией Ubisoft 23 апреля 2012 года. В этот же день во Франции стартовало закрытое бета-тестирование, к которому постепенно начали присоединяться игроки из других стран. Первый базовый выпуск содержал 224 карты. 4 сентября 2012 года тестирование окончилось и все аккаунты были обнулены. Открытое бета-тестирование началось 13 сентября 2012 года. Релиз игры состоялся 19 декабря 2012 года одновременно с выходом первого дополнения. После этого к игре начали периодически выходить новые дополнения.

## Игровой процесс
В каждой дуэли участвуют два игрока (человек против человека или человек против компьютера). Игра чётко разбита на ходы, игроки ходят поочерёдно. Ходящий первым начинает с 6-ю картами, вторым — с 7-ю картами и картой-кристаллом, который можно потратить на взятие ещё одной карты, получение дополнительного ресурса или нанесения 1 единицы урона существу противника. На первом ходу каждому игроку даётся по 1 ресурсу. В начале каждого последующего хода число доступных ресурсов игроков автоматически увеличивается на 1 и в руку берётся одна дополнительная карта из библиотеки. За один ход (исключая первый ход для ходящего первым) игрок может либо повысить один из своих уровней (Силы, Магии или Судьбы), либо взять одну карту (истратив 1 ресурс), либо воспользоваться специальной способностью своего героя (если выбранный герой ею обладает). В течение хода можно разыгрывать из своей руки карты Существ, Заклинаний, Фортун или Построек. Карты размещаются на поле боя размером 4x4 клетки, а также на 10 дополнительных полях для заклинаний и фортун. Разыгрывание каждой карты требует траты определённого числа ресурсов, а также определённого уровня Силы, Магии и/или Судьбы. Цель игры — используя карты, снизить здоровье героя оппонента до нуля или ниже.
В игре доступны 6 фракций: Haven (Альянс Света), Inferno (Инферно), Necropolis (Некрополис), Stronghold (Непокорные Племена), Sanctuary (Святилище), Academy (Академия). Каждая фракция обладает своими преимуществами и недостатками.
Заклинания разделены на школы магии. Всего их 7: Изначальная, Тьма, Свет, Огонь, Вода, Земля и Воздух.
Используя менеджер колоды, игрок может собрать любую желаемую колоду из имеющихся у него карт, если эта колода будет соответствовать следующим правилам. В каждой колоде обязательно должны быть 1 карта героя, 8 карт событий и от 50 до 200 карт существ, заклинаний, построек и/или фортун. Нельзя класть более 4 копий одной карты (для уникальных карт — не более 1). Каждый герой принадлежит к какой-либо фракции и имеет от 1 до 3 школ магии. В колоду можно класть лишь тех существ и фортуны, чья фракция совпадает с фракцией героя, и лишь те заклинания, что принадлежат одной из школ, которой обладает герой. Нейтральных существ и фортуны можно класть в любую колоду.
В игре существует 3 режима игры: Открытый, Стандартный и Недельный. В Открытом режиме можно использовать все карты. В Стандартном — только карты из последнего базового выпуска и следующих за ним дополнений. В Недельном формате могут нарушаться правила составления колод — каждую неделю по-новому.

## Получение новых карт
После регистрации нового аккаунта каждый игрок получает стартовую колоду выбранной им фракции из 59 карт. Для получения новых карт игроки должны накопить достаточное количество какой-либо игровой валюты. Для получения колоды новой фракции игрок должен победить героя этой фракции в бою с другим игроком.
Основными игровыми валютами являются: золото (gold), печати (seals), турнирные билеты (tickets) и джокеры (wild cards).
Основной способ получения новых карт — покупка и вскрытие бустеров (boosters) и коробок (boxes) со случайными картами. В бустерах содержится по 12 карт. В обычном бустере — 8 обычных, 3 необычных и 1 редкая, эпическая или героическая. В супер-бустере — 6 обычных, 4 необычных и 2 редких, эпических или героических. В коробке содержится 10 бустеров.
Также новые карты можно получить при уничтожении лишних карт в Бездне Преисподней (Infernal Pit), прохождении кампании и за выполнение достижений.

## Сюжет
Сюжет кампании начинается в 569 году Седьмого Дракона по внутренней хронологии вселенной Асхан (через 5 лет после событий Might & Magic Heroes VI). Кампания повествует о путешествиях группы наёмников из элитного отряда Мечей Ветра.